# Stygnobates barbiellinii
Genre
Espèce
Stygnobates barbiellinii, unique représentant du genre Stygnobates, est une espèce d'opilions laniatores de la famille des Gonyleptidae.

## Distribution
Cette espèce est endémique du Brésil. Elles se rencontrent dans les États de São Paulo et de Rio de Janeiro.

## Description
Le mâle holotype mesure 9 mm.

## Étymologie
Cette espèce est nommée en l'honneur de Conde Amadeu Amidei Barbiellini.

## Publications originales
- Mello-Leitão, 1926 : « Notas sobre Opiliones Laniatores sul-americanos. » Revista do Museu Paulista, vol. 14, p. 327–383.
- Mello-Leitão, 1927 : « Generos novos de Gonyleptideos (Nota previa). » Boletim do Museu Nacional, vol. 3, p. 13–22.